# 第6自動車化狙撃師団 (ロシア陸軍)
第6自動車化狙撃師団（だい6じどうしゃかそげきしだん、ロシア語: 6-я мотострелковая дивизия）は、ロシア陸軍の師団。第3軍団隷下。

## 概要

### ロシアのウクライナ侵攻
2022年8月、ロシアのウクライナ侵攻の影響に伴い、動員兵を基幹に創設された。

#### 東部・バフムート戦線
2023年5月、激戦地の東部ドネツィク州バフムート地区に配備され、ワグネル・グループの救援でバフムート方面に展開した。

#### 東部・アウディーイウカ戦線
2023年6月、第10戦車連隊が東部ドネツィク州ポクロウシク地区に再配置され、アウディーイウカ方面の友軍を火力支援した。2024年4月にはマリンカ方面の友軍を火力支援し、ロシア軍が1年以上手詰まっていたノヴォ・ミハイリウカの占領に貢献した。

## 編制
- 師団司令部
- 第57自動車化狙撃連隊[1]
- 自動車化狙撃連隊[1]
- 自動車化狙撃連隊[1]
- 第10戦車連隊[1]
- 第27砲兵連隊[1]
- 第52独立高射ミサイル大隊[1]